# Snart 30...
Snart 30 är en musiksingel av den svenska trallpunkgruppen M.I.D. från Bollnäs. Singeln spelades in i Soundcreation studio i Bollnäs i juni 2000 och släpptes 2001.

## Låtlista
1. Klockan 3
2. Tv1000
3. Snart 30